# Société Nationale de Constructions Aéronautiques du Centre
Die Société Nationale de Constructions Aéronautiques du Centre, abgekürzt SNCAC, war ein französischer Flugzeughersteller.

## Geschichte
Die Gesellschaft SNCAC entstand 1936 im Zuge der Nationalisierung der französischen Flugzeugindustrie als Zusammenschluss der Fabriken von Farman in Boulogne-Billancourt sowie von Hanriot in Bourges. Im Jahre 1945 wurde darüber hinaus noch die bis dahin zu Loire-Nieuport gehörige Fabrik in Issy-les-Moulineaux eingegliedert.
Die SNCAC wurde im Juni 1949 aufgelöst. Ihre Fabriken wurden von der Société Nationale de Constructions Aéronautiques du Nord (SNCAN) übernommen.
Die Produktionspalette von SNCAC umfasste vor allem Transportflugzeuge, Flugboote und Schwimmerflugzeuge, Trainingsflugzeuge und mittelschwere bis schwere Bombenflugzeuge für die Armée de l’air. Später wurden auch leichte Verkehrsflugzeuge entwickelt. Es wurden zahlreiche Prototypen konstruiert, aber nur wenige Modelle gingen in die Serienfertigung, unter anderem das Trainingsflugzeug SNCAC NC.232.2 (55 Exemplare für Frankreich und drei für Finnland), der Bomber SNCAC NC.2233 (15 Exemplare für Frankreich) und das erst nach dem Zweiten Weltkrieg konstruierte Transportflugzeug SNCAC NC.701 (240 Exemplare). Von dem schweren Transportflugzeug SNCAC NC.211 Cormoran (Erstflug 1948) wurden nur zwei Prototypen fertiggestellt.

## Flugzeuge
- SNCAC NC.130
- SNCAC NC.150
- SNCAC NC.211 Cormoran
- SNCAC NC.270
- SNCAC NC-290
- SNCAC NC.420
- Farman NC.470
- SNCAC NC.510
- SNCAC NC.530
- SNCAC NC-600
- SNCAC NC.701 Martinet
- SNCAC NC.702 Martinet
- SNCAC NC.800 Cab
- NC.832 Chardonneret
- NC.840 Chardonneret
- NC.841 Chardonneret
- SNCAC NC.851
- SNCAC NC.853
- SNCAC NC.854
- SNCAC NC.855
- SNCAC NC.856
- SNCAC NC.900
- SNCAC NC.1070
- SNCAC NC.1071
- SNCAC NC 1080
- SNCAC NC.2001 Abeille
- SNCAC NC.3021 Belphégor